# ハノーバー (ペンシルベニア州ヨーク郡)
ハノーバー（英: Hanover）は、アメリカ合衆国ペンシルベニア州のヨーク郡にある町（ボロ）。人口は1万6429人（2020年）。ヨーク市の南西30キロメートルに位置している。生産性の高い農業地帯に入っている。市外局番は717、郵便番号は17331から17334である。ハノーバーの名前はドイツのハノーファー市から採られた。

## 地理
ハノーバーは北緯39度48分26秒 西経76度59分5秒 / 北緯39.80722度 西経76.98472度 (39.807297, -76.984747)に位置している。メイソン＝ディクソン線の北5マイル (8 km) にある。
アメリカ合衆国国勢調査局に拠れば、領域全面積は3.7平方マイル (9.6 km2) であり、全て陸地である。

## 歴史
ハノーバーは1730年頃に入植され、1815年に法人化された。
1727年、アイルランド貴族の出身でメリーランド州プリンスジョージズ郡のジョン・ディグズが、第4代ボルチモア卿チャールズ・カルバートから、現在ハノーバーとなっている場所の土地1万エーカー (40 km2) を払い下げられた。この地域はディグズ選択地と呼ばれ、1730年にはカトリック教徒集団が入植を始め、コーンウィゴ・セトルメントと呼ばれるようになった。1730年代にはメリーランドとペンシルベニアの双方から開拓者がこの地域に入り始めた。当時、メリーランドの北側境界とペンシルベニアの南側境界は互いに納得しておらず、現在ハノーバーとなっている地域は双方から権利を主張される論争地域だった。このために1730年代から1760年まで土地の所有権に関して多くの問題が起きた。1760年、メリーランドとペンシルベニアの双方がイギリス人チャールズ・メイソンとジェレマイア・ディクソンを雇用し、メイソン＝ディクソン線と呼ばれることになる測量・標識設置を行うことになって、紛争は解決した。この線は1763年から1767年に測量され、数十年間続いた土地所有権に関する論争を終わらせた。
1745年、リチャード・マカリスターというスコットランド・アイルランド系移民が、当初のハノーバーの町が建設された土地を購入した。マカリスターはカンバーランド・バレーから移って来たばかりの長老派教会員だった。当時のハノーバーはヒッコリー、クルミ、オークの深い森に覆われていた。マカリスターは現在ボルチモア通りとミドル通りの角になっている場所に丸太小屋を建て、店舗と酒場を開いた。1763年、マカリスターはその農地を区画に分け、ハノーバーの町を設立した。ドイツ人開拓者がこの開拓地を、この地域に生えていたヒッコリーの木の深い叢林があったことから「ヒッコリーの町」とあだ名をつけた。ハノーバーと言う名前は1749年にヨーク郡の地区割りを行ったコミッショナーの1人であり、町の南東部に大きな土地を所有していたマイケル・タナーが提案した。タナーがこの名前を選択したのは、自分がドイツのハノーファー出身という事実に拠っていた。ドイツ人開拓者を喜ばせようと考えた町の設立者達はこの名前に同意した。ハノーバーはその初期にはマカリスターズタウンと呼ばれることもあった。
トーマス・ジェファーソンが1776年4月12日夜、フレデリック通りにあったキャスパー・ライネッカーの所有する宿屋、サイン・オブ・ザ・ホースに泊まった。記録では、ジェファーソンが「レネガー」に夕食と宿泊費として11シリング6ペンスを払ったことになっている。ジェファーソンは大陸会議の最初の会合に出席するために、モンティチェロからフィラデルフィアに向かう途中であり、6月10日には独立宣言の起草を始めた。当時のハノーバーは通行量の多い道路2本が交差する場所にあった。その1本はボルチモアから北と西の方向に向かう道であり、もう1本はフィラデルフィアとバレー・オブ・バージニアを結ぶものだった。ジェファーソンがフィラデルフィアからモンティチェロに戻るときの9月5日、再度ライネッカーの宿屋で夕食を摂り、宿泊した。
ハノーバーで初めての新聞「ディ・ペンシルベニア・ヴォヘンシュリフト」が1797年ドイツ語で出版された。1805年「ハノーバー・ガゼット」がそれに続き、やはりドイツ語で発行された。
アメリカ独立戦争が始まったとき、ハノーバーは約500軒の家庭があり、その大半は丸太で造られていた。戦後、米英戦争の時まで人口は着実に成長した。イギリス軍がボルチモアに進軍した1814年、ハノーバーと近隣の町はフレデリック・メッツガー大尉とジョン・ベアー大尉が指揮する歩兵2個中隊を立ち上げた。これら2個中隊は1814年8月28日日曜日に徒歩でハノーバーを出発し、ボルチモア市には午前9時に到着した。9月11日火曜日、この部隊はノースポインまで行軍し、その夜は武装したまま過ごし、翌日の記念すべき1814年9月12日、イギリス軍との戦闘に参加した。イギリス軍は間もなく撤退し、ハノーバーの中隊はヨーク郡の他の中隊と共に、僅か2週間の軍務で故郷に戻り、それ以上は要求されなかった。
米英戦争の後、町は1852年までほとんど成長しなかったが、ハノーバー・ジャンクションまでのハノーバー支線鉄道がこの年に開通した。1858年、ゲティスバーグ鉄道が西のゲティスバーグまで鉄道による接続を可能にした。1876年、ハノーバー・アンド・ヨーク鉄道でヨークまでの鉄道が開通した。

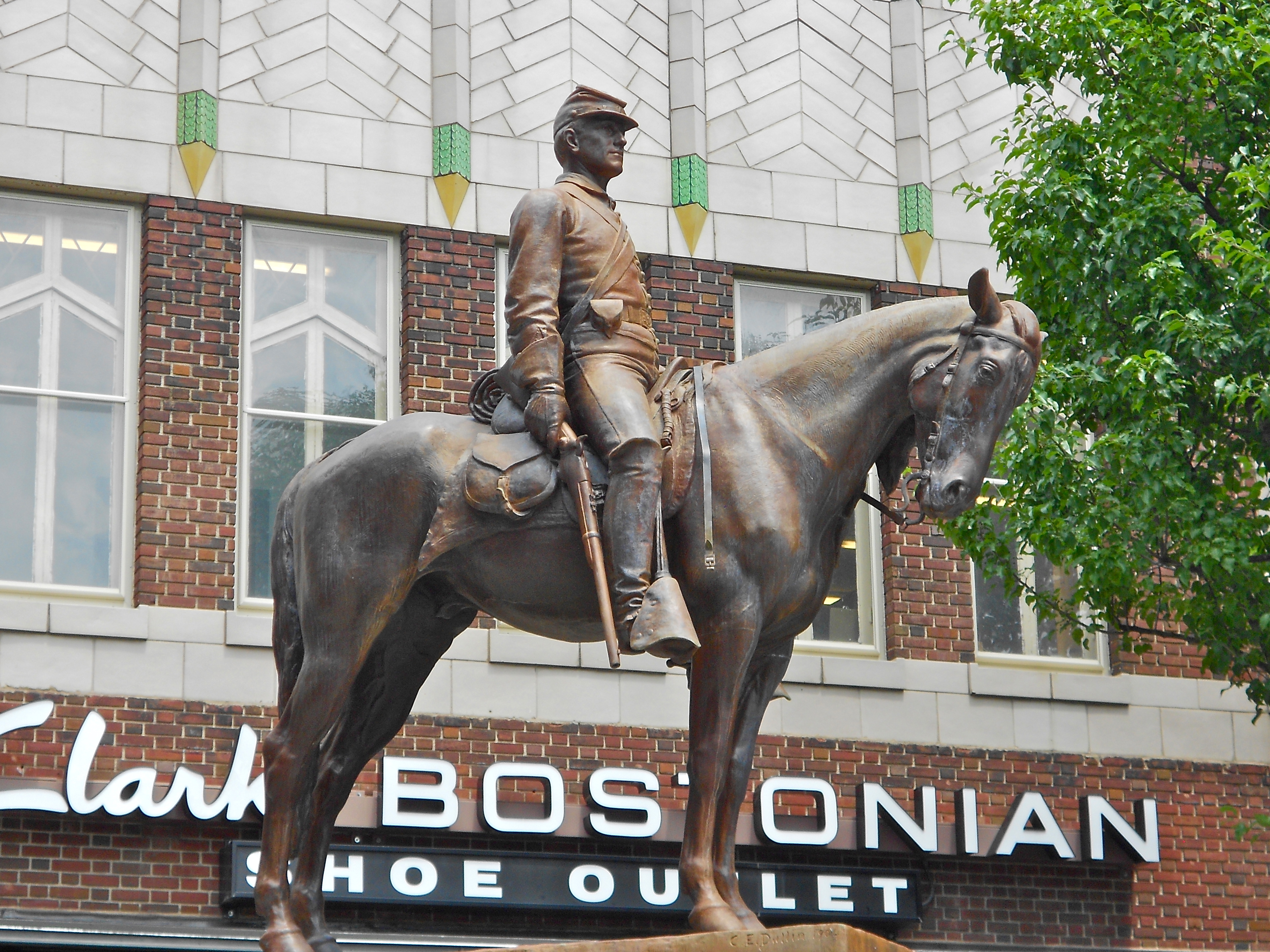
「哨兵」と題する彫像、1904年にセンター広場に建立された。哨戒任務にあたる北軍兵を表している

南北戦争の1863年6月30日、ハノーバーの戦いが起こった。北軍ジャドソン・キルパトリック准将の騎兵隊が南軍J・E・B・スチュアート少将が指揮する騎兵隊と遭遇し、ハノーバーの町中と南の農場で激しい戦闘が起こった。特にフレデリック通り沿いが激しかった。この引分に終わった戦闘によって、南軍の騎兵隊がゲティスバーグの戦いの戦場に到着するのが遅れた。この戦闘の3日前、バージニア騎兵隊の別の分遣隊が短時間ハノーバーを占拠し、地元住民から物資や馬を集めて行った。
長い間にハノーバーで生産されたものは葉巻、手袋、絹、リボフラビン、水車、小麦粉、シャツ、靴、機械製品、家具、金網、鉄鉱石グラインダーがあった。
野菜缶詰のブランドにハノーバーという名前が使われ、また町内にあった通販ギフト会社もハノーバーという名前を冠した。
ハノーバー歴史地区、アイヘルバーガー高校、ジョージ・ネイス邸、アメリカ合衆国ハノーバー郵便局がアメリカ合衆国国家歴史登録財に指定されている。

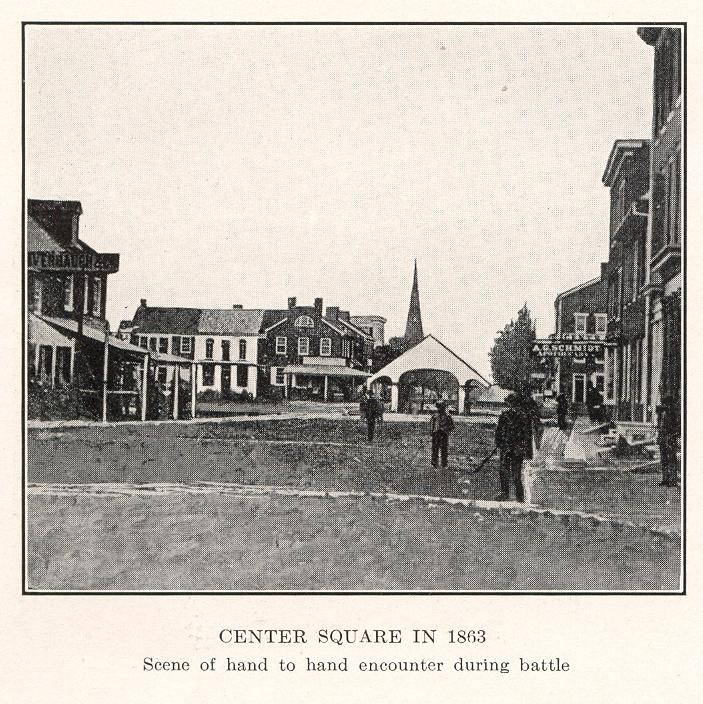
センター広場、1863年
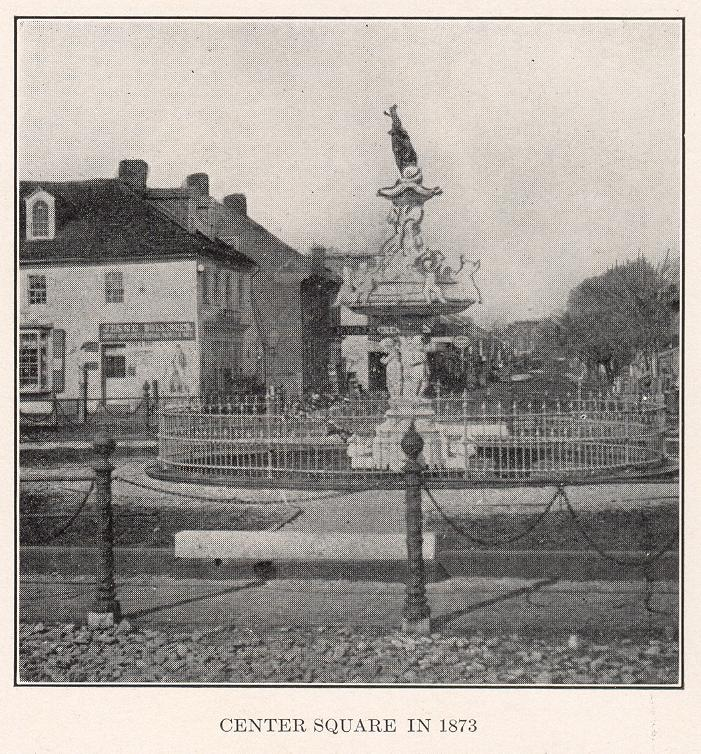
センター広場、1873年
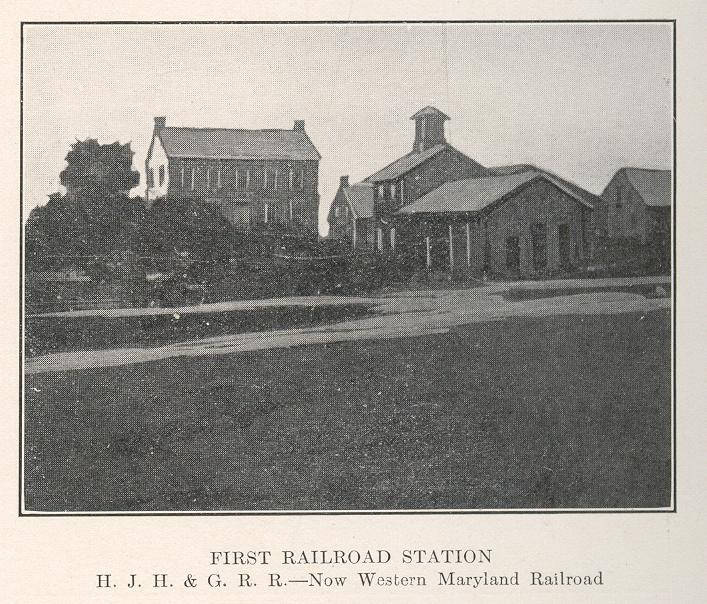
ハノーバーでは最初の鉄道駅

## 人口動態
以下は2000年国勢調査による人口統計データである。
| 基礎データ - 人口: 14,535 人 - 世帯数: 6,605 世帯 - 家族数: 3,817 家族 - 人口密度: 1,537.5人/km2（3,981.7 人/mi2） - 住居数: 6,982 軒 - 住居密度: 738.6軒/km2（1,912.6 軒/mi2） 人種別人口構成 - 白人: 91.86% - アフリカン・アメリカン: 1.18% - ネイティブ・アメリカン: 0.21% - アジア人: 1.02% - 太平洋諸島系: 1.02% - その他の人種: 0.74% - 混血: 1.64% - ヒスパニック・ラテン系: 7.33% 先祖による構成 - ドイツ系：42% - アイルランド系：11% - アメリカ人：10% - イギリス系：8% - イタリア系：3% - オランダ系：2% | 年齢別人口構成 - 18歳未満: 20.1% - 18-24歳: 8.0% - 25-44歳: 28.0% - 45-64歳: 22.6% - 65歳以上: 21.2% - 年齢の中央値: 40歳 - 性比（女性100人あたり男性の人口） - 総人口: 91.4 - 18歳以上: 87.5 世帯と家族（対世帯数） - 18歳未満の子供がいる: 23.4% - 結婚・同居している夫婦: 44.6% - 未婚・離婚・死別女性が世帯主: 9.4% - 非家族世帯: 42.2% - 単身世帯: 36.3% - 65歳以上の老人1人暮らし: 16.6% - 平均構成人数 - 世帯: 2.16人 - 家族: 2.81人 収入と家計 - 収入の中央値 - 世帯: 35,536米ドル - 家族: 45,156米ドル - 性別 - 男性: 31,206米ドル - 女性: 21,512米ドル - 人口1人あたり収入: 20,516米ドル - 貧困線以下 - 対人口: 7.7% - 対家族数: 4.5% - 18歳未満: 8.7% - 65歳以上: 6.4% |

ハノーバー都市圏の人口は約55,000人である。その範囲にはハノーバー・ボロ、ペン・タウンシップ、ハイデルバーグ・タウンシップ、マンハイム・タウンシップ、ウェストマンハイム・タウンシップ、コーンウィゴ・タウンシップ、バーウィック・タウンシップ、ユニオン・タウンシップがある。これらの町は全て、その住所にハノーバーという名前が入る。
ハノーバーはアメリカ合衆国のスナック菓子の首都と呼ばれることも多い。食品のネットワークに何度も出て来る。ウッツのクォリティ・フードやスナイダーズがあり、近くにはハノーバー・フーズ、ウォルフガング・キャンディ、マーティンのポテトチップス、ハーシー・フーズ、ギブルズ・ポテトチップスもある。これら工場の多くは自由に見学できる。
バルカン・マテリアルズ社がハノーバーの北部にある大きな石灰岩切場を所有し、オックスフォード・アベニューには事務所を構えている。

## 小売業の地域
プレッツェル社のスナイダーズ・オブ・ハノーバーが町内にある。
ウッツ・ポテトチップの工場がハノーバーに設立され、ウッツのアウトレット店と共にそこで商品の生産を続けている。メンチー音楽サービスが1936年に設立され、同じ場所に本社を維持している。
ペンシルベニア州南中部では最大の古典的アーケード、タイムライン・アーケードが2011年に設立された。
ハノーバーの都市圏で主要な小売業地域は、アイゼンハワー・ドライブ沿いにあり、「ゴールデン・マイル」と呼ばれている。この4車線の道路は、東でアイゼンハワー・ドライブとブロードウェイ（州道194号線）との交差点まで、西はアイゼンハワー・ドライブとカーライル通り（州道94号線）の交差点まで伸びている。「ゴールデン・マイル」にある主要な小売企業は、ウォルマート、アービーズ、ACムーア、ゲイムストップ、TJマックス、ラ・キュシーナ、M&T銀行（2か所）、ベストウォク、ザ・ホーム・デポ、コールズ、ステープルズ、テキサス・ロードハウス、ルビー・チューズデイ、パーキンス、ダンキン・ドーナッツ、レッドロブスター、ロウズ、ジャイアント、R・C・ハノーバー・ムービーズ16、マクドナルズ、チリス、ウェンディズ、シュルツ・デリカテッサン、ソニック・アメリカのドライブインなどである。
ハノーバーにある別の主要な小売業地帯は新しく完成したゲイトウェイ・ハノーバーであり、「ゴールデン・マイル」に並行してある、この新しいショッピングセンターは2011年に完成し、アンカー店にはターゲット、ホビー・ロビー、ロス、ペットスマート、ルー21が入っている。他にもオリーブガーデン、ロングホーン、ファイブ・ガイズ・バーガーズ、サブウェイ、スターバックス、フルトン銀行、バッファロー・ワイルド・ウィングスがあり、地元の小さな企業も入っている。
もう一つのショッピングセンターとしてノースハノーバー・モールがある。

## 教育
ハノーバー地域は2つの教育学区の全てと、3番目の教育学区の部分が公共教育を管轄しており、他に私立高校も1校ある。ハノーバー公共教育学区はハノーバー・ボロを管轄し、下記5つの学校がある。
- クリアビュー小学校
- ハノーバー通り小学校
- ワシントン小学校
- ハノーバー中学校
- ハノーバー高校

学区内の児童生徒は、州が運営する多くのサイバー・チャータースクールの1つに入学することもでき、その場合に追加費用はない。地元の教育学区がペンシルベニア教育省に、児童生徒が選んだサイバー・チャータースクールの授業料を払う。ペンシルベニア州は子供の両親が家庭内で教育を与えることも、私立学校に入学することも認めている。
サウスウェスタン教育学区はハノーバー・ボロ周辺の地域を管轄しており、ペン・タウンシップ、マンハイム・タウンシップ、ウェストマンハイム・タウンシップが入っている。下記の6つの学校を運営している。
- ベアーズビル小学校
- マンハイム小学校
- パークヒルズ小学校
- ウェストマンハイム小学校
- エモリー・H・マークル中間学校（中学校）
- サウスウェスタン高校

コーンウェイゴ・タウンシップにはコーンウェイゴ・タウンシップ小学校があり、隣接するアダムズ郡のコーンウェイゴバレー教育学区に属している。
私立高校はデローン・カトリック高校であり、隣接するマクシェリーズタウンにある。
ハノーバー地域の大きさにも拘わらず、カレッジが無い。しかし、エンパイア・ビューティ・スクールが町内にキャンパスを持ち、パトリシア・ナーシング・プログラムがハノーバー高校に教室を持っている。HACCとヨーク・カレッジがハノーバー高校とサウスウェスタン高校でも授業を行っている。ペンシルベニア州立大学ヨーク校もハノーバー地域で選択授業を行っている。

## 見どころ

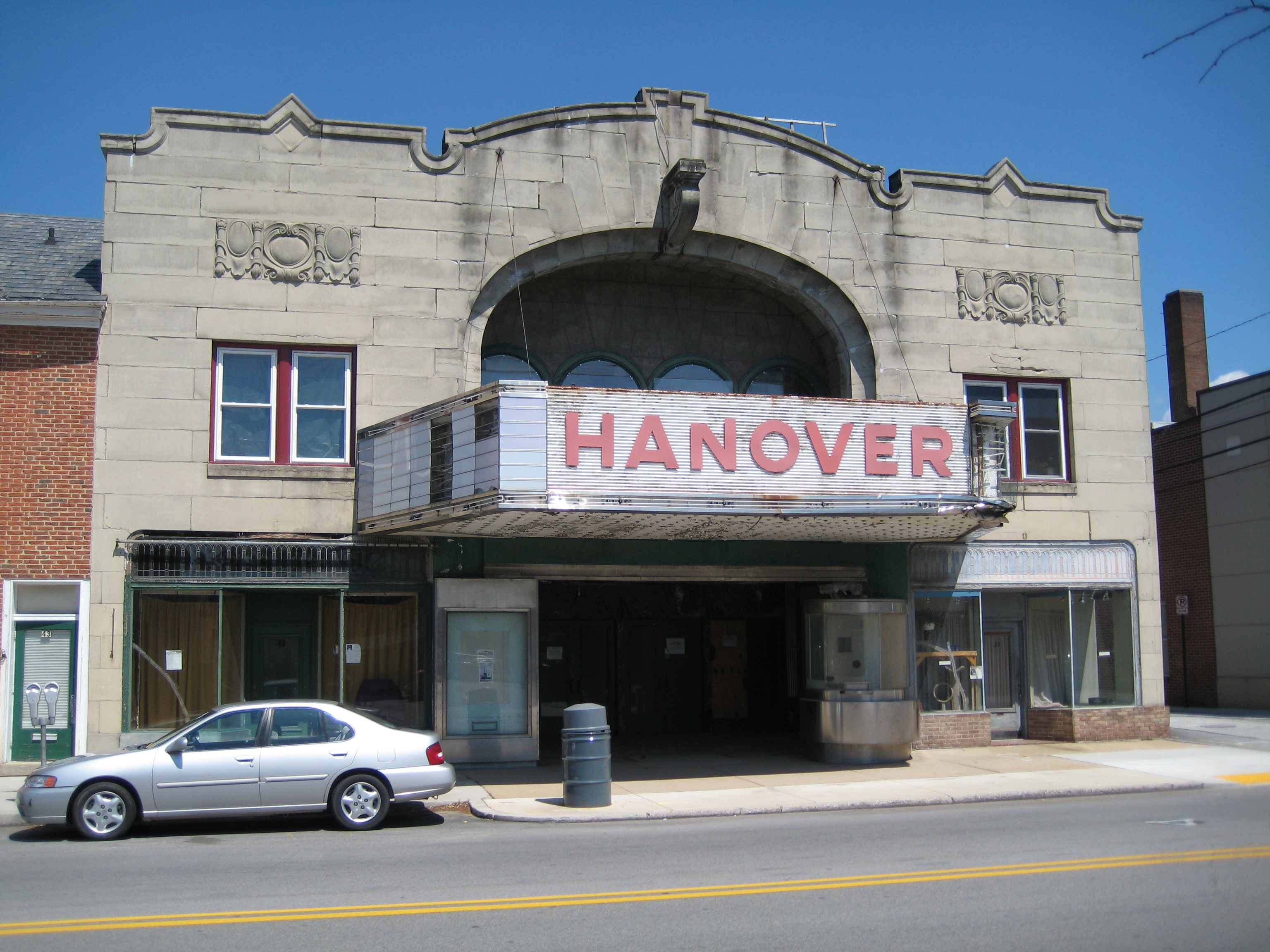
ハノーバー劇場、1928年建設

- ソーのテコンドー学校 - 高品質の格闘技とフィットネスの施設、1976年設立
- ジョージ・ネイス邸 - ハノーバー地域歴史協会の歴史博物館
- ハノーバー靴製造社 – 1910年からの大きな靴工場、現在はアパートに転換されている
- ハノーバー・ファーマーズマーケット[11] – 1815年から開催
- ハノーバー・アーミッシュ市場[12] - 広さ50,000平方フィート (4,600 m2) の市場
- リンカーン・スピードウェイ[13]
- タイムライン・アーケード[14] – ハノーバー中心街にある古典的アーケード
- ハノーバー劇場[15] – 1928年建設
- アイヘルバーガー芸能センター[16]
- ガスリー記念図書館[17] - ハノーバーの公共図書館
- ウッツ・クォリティ・フードのポテトチップス工場
- コードラス州立公園、大きな人口湖、貸しモーターボート、貸しボート、貸しカヌー、パドルボート、ディスクゴルフ・コース、州内最大級の水泳プールがある
- ノースハノーバー・モール
- スナイダーズ・オブ・ハノーバー
- リンクス・ミュージック[18]、1981年設立、州内最大のショールームがある。照明装置、ドラムス、ギター、ギターとベースのアンプ、DJ装置があり、ヨーク郡、アダムズ郡、メリーランド州キャロル郡から利用される
- シェパード邸宅[19]
- エメコ・ファクトリー – アルミ製の椅子、エメコ1006のメーカー

## 交通
ハノーバーを通る主要道として、ペンシルベニア州道94号線、同194号線、同116号線、同216号線がある。94号線（カーライル通り/パイクとボルチモア通り/パイク）は町の広場で194号線と交差し、北はカーライルに、南はボルチモア市に伸びている。194号線（ブロードウェイ/アボッツタウン・パイクとフレデリック通り/ハノーバー・パイク）は町の広場で94号線と116号線と交差し、北はディルズバーグ、南はメリーランド州フレデリックに伸びている。116号線（ヨーク通り/道路とハイ通り/ハノーバー道路）は194号線と合流し町の広場を通って3ブロック走る。そこから西のマクシェリーズタウンと東のスプリンググローブに伸びている。216号線（ブルーミンググローブ道路）は116号線から南西に分岐し、コードラス州立公園を通っている。
ハノーバーの町内はラビット・トランジットが4系統のバス路線を運行している。16番系統は中心街とヨーク中心街を結んでいる。無番号の系統がヨークからハノーバーに通っている。21番系統は中心街とノースハノーバーやホームウッド退役村を結んでいる。22番系統は中心街のノースハノーバーおよびサウスハノーバーを結んでいる。

## 特殊目的団体
- アズル・ノックス・エンキャンプメント[20]、東方聖堂騎士団
- ボーイスカウト第103団[21]
- ボーイスカウト第110団
- アミチ・ディタリア、イタリアクラブ・オブ・ハノーバー、エルム・アベニュー西1154にあるヴィルジリオのピッツァ・レストランで毎月会合を行う
- ペンシルベニア・サザンガード（マカリスターズ・レンジャーズ）、民兵組織

## 音楽団体
- リリック・バンド・オブ・ハノーバー[22] – 1932年に設立された会員120人のコンサート・バンド
- ハノーバー交響楽団[23] – 1995年開設
- ランサーズ鼓笛隊[24] – 1920年に設立された会員100人の鼓笛隊
- ピクシーズ・スリー – 1963年から1965年の3人の10代少女によるトリオ

## 映画
2000年の映画『17歳のカルテ』のボウリングのシーンはシェパード邸宅の地下室で撮影された。この邸宅とその双子邸宅であるマイアーズ邸宅はどちらもその地下室にボウリング・レーンを持っている。